# Stingrockor
Neotropiska stingrockor (Potamotrygonidae) är en familj i broskfiskordning rockor Spjutrockeartade rockor Myliobatiformes, som i sin tur ingår i en överordning som också den går under det svenska namnet rockor (Batoidea). Familjen omfattar 34 marina och sötvattenlevande arter i Sydamerika och Centralamerika. De neotropiska stingrockorna är inte enbart sötvattenslevande.Arterna i familjen är vanligen begränsade till ett enda vattendrag och har nästan runda kroppar. 
Stingrockorna är den enda familjen i överordningen rockor som innehåller enbart sötvattenlevande arterMall:Ange källa.

## Arter
Det finns 19 arter i 4 släkten:
- Släktet Paratrygon
  - Paratrygon aiereba (Müller & Henle, 1841).
- Släktet Plesiotrygon
  - Plesiotrygon iwamae (Rosa, Castello & Thorson, 1987).
- Släktet Potamotrygon
  - Potamotrygon brachyura (Günther, 1880).
  - Potamotrygon castexi (Castello & Yagolkowski, 1969).
  - Potamotrygon constellata (Vaillant, 1880).
  - Potamotrygon falkneri (Castex & Maciel, 1963).
  - Potamotrygon henlei (Castelnau, 1855).
  - Potamotrygon hystrix (Müller & Henle, 1834).
  - Potamotrygon leopoldi (Castex & Castello, 1970).
  - Potamotrygon magdalenae (Duméril, 1865).
  - Potamotrygon motoro (Müller & Henle, 1841).
  - Potamotrygon ocellata (Engelhardt, 1912).
  - Potamotrygon orbignyi (Günther, 1880).
  - Potamotrygon schroederi (Fernández-Yépez, 1957).
  - Potamotrygon schuhmacheri (Castex, 1964).
  - Potamotrygon scobina (Garman, 1913).
  - Potamotrygon signata (Garman, 1913).
  - Potamotrygon yepezi (Castex & Castello, 1970).
- Släktet Trygon
  - Trygon garrapa (Jardine, 1843).